# Бойга гуансійська
Бойга гуансійська (Boiga guangxiensis) — отруйна змія з роду бойга родини полозових (Colubridae).

## Опис
Загальна довжина досягає 124 см. Струнка бойга з досить вузькою головою та великими очима. У забарвленні переважають жовтуваті або коричневі кольори. Темно-коричневі широкі поперечні смуги більш чітко виражені у передній частині тулуба. Голова однотонна, червонувато-коричнева. Черево світлого, сіруватого кольору.

## Спосіб життя
Полюбляє первинні дощові ліси на рівнинах та у нижньому й середньому поясі гір. Зустрічається також у вторинних лісах та бамбукових заростях. Веде нічний спосіб життя, велику частину часу проводить на деревах, але може полювати і на землі. Харчується дрібними гризунами, дрібними ящірками, жабами, птахами.
Це яйцекладна змія. Самка відкладає до 10 яєць.

## Розповсюдження
Мешкає на півдні Китаю, у В'єтнамі та Лаосі.